# Friedrich Heinen
Friedrich Heinen (* 8. Dezember 1920 in Duisburg; † 10. September 1982) war ein deutscher Politiker und Landtagsabgeordneter der CDU. 

## Leben und Beruf
Nach dem Schulbesuch absolvierte er eine kaufmännische Lehre und die kirchlichen Verwaltungslehrgänge I und II. Er war bei der evangelischen Kirche und beim Diakonischen Werk beschäftigt.
1949 wurde er Mitglied der CDU. Er war in zahlreichen Parteigremien tätig, so z. B. als Vorsitzender der kommunalpolitischen Vereinigung der CDU des Landes Nordrhein-Westfalen. Seit 1970 war Heinen Mitglied der Deutschen Angestellten-Gewerkschaft.

## Abgeordneter
Vom 20. April 1947 bis zum 17. Juni 1950 war Heinen Mitglied des Landtags des Landes Nordrhein-Westfalen. Er wurde in der vierten Wahlperiode im Wahlkreis 070 Duisburg II direkt gewählt, ansonsten zog er über die Landesliste seiner Partei in den Landtag ein. Seit 1952 war er Mitglied im Stadtrat der Stadt Duisburg, ferner war er von 1956 bis 1964 Mitglied der Landschaftsversammlung des Landschaftsverbandes Rheinland.

## Ehrungen
- 1973: Verdienstkreuz 1. Klasse der Bundesrepublik Deutschland
- 1978: Großes Verdienstkreuz der Bundesrepublik Deutschland[1]